# ベンガル・スルターン朝

ベンガル・スルターン朝
শাহী বাংলা（ベンガル語）
سلطنت بنگاله（ペルシア語）
سَلْطَنَة اَلْبَنْغالِيَّة（アラビア語）

ベンガル・スルターン朝の版図

ベンガル・スルターン朝（ベンガル・スルターンちょう、ベンガル語: শাহী বাংলা, ラテン文字転写: Shahī Baṅgala; ペルシア語: سلطنت بنگاله, ラテン文字転写: Saltanat-i-Bangālah; アラビア語: سَلْطَنَة اَلْبَنْغالِيَّة, ラテン文字転写: Saltanat-Al-Bang͟hāliyyah; 英語: Bengal Sultanate）は、東インドに存在したイスラーム王朝（1342年 - 1576年）。ベンガル王国とも呼ばれる。首都はガウル（ゴウル）とパーンドゥアー。今日の国家がバングラデシュ、インド（ビハール州、ジャールカンド州、西ベンガル州、トリプラ州）とミャンマーのラカイン州。

## 歴史

### 前期イリヤース・シャーヒー朝
デリー・スルターン朝のトゥグルク朝の時代、1330年代にムハンマド・ビン・トゥグルクが失政を重ねたことにより、各地で反乱が起きた。南インドではすでに、1334年にマドゥライ・スルターン朝というムスリム王朝が成立し、1336年にはヒンドゥー王朝のヴィジャヤナガル王国が成立するなど、トゥグルク朝の広大な領土は解体しつつあった。
そして、1342年にベンガル地方の長官シャムスッディーン・イリヤース・シャーもトゥグルク朝から独立し、ベンガル・スルターン朝を建国した（前期イリヤース・シャーヒー朝）。創始者シャムスッディーン・イリヤース・シャーはベンガルの独立を強く意識し、その正当性と権威と明白にするため、自分の硬貨に「第2のアレクサンドロス、カリフの右腕」と記している。
しかし、1353年にトゥグルク朝の君主フィールーズ・シャー・トゥグルクは失地回復のためベンガルへと軍を進め、ベンガルの首都パーンドゥアーを攻め落とした。だが、イリヤース・シャーはエクダーラーの要塞に籠城したため、1354年にトゥグルク朝の軍はデリーへと引き上げた。
その息子シカンダル・シャーの時代、1358年にフィールーズ・シャー・トゥグルクが再びベンガルに攻めてきたが、トゥグルク朝の軍は苦戦し、1359年に和平協定が結ばれベンガル王国は独立を認められた。その後、1389年にシカンダル・シャーはその息子ギヤースッディーン・アーザム・シャーによって殺害された。
ギヤースッディーン・アーザム・シャーは1405年、1407年に明の永楽帝に使者を送り朝貢するなど、国際的にも広い視野を持っていたことで知られる。また、彼はメッカ、メディナのマドラサ建設費用を負担している。
1410年、ギヤースッディーン・アーザム・シャーは死亡し、有力な家臣の一人でヒンドゥー教徒のラージャ・ガネーシャが政治の実権をもつようになった。その後もラージャ・ガネーシャの専横は増し、1414年にシハーブッディーン・バーヤズィード・シャーを殺害し、同年にはその息子アラーウッディーン・フィールーズ・シャーも退位させて王位を簒奪した。
こうして、前期イリヤース・シャーヒー朝に代わり、新たにラージャ・ガネーシャを祖とするラージャ・ガネーシャ朝が成立した。

### ラージャ・ガネーシャ朝

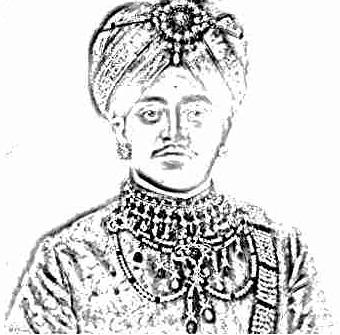
ラージャ・ガネーシャ

1414年、創始者ラージャ・ガネーシャは王位を宣し、新たにラージャ・ガネーシャ朝を樹立したが、その継承をめぐり宗教的な問題が発生した。
というのは、ゴール朝の侵入以来イスラーム教が根付いて長いベンガルに、ヒンドゥー教徒がベンガルの王となることをムスリムの有力者たちが強く反対していたからだった。
一方、ラージャ・ガネーシャも自らのヒンドゥー教の信仰を捨てて改宗する気はなく、
両者はラージャ・ガネーシャの死後、その後継者がイスラーム教に改宗することで合意した。
ラージャ・ガネーシャの治世は4年と短かったが、その間に隣国のジャウンプル・スルターン朝と領土を争い、ヒンドゥー教の寺院を手厚く保護した。
1418年、ラージャ・ガネーシャの死後、その息子ジャラールッディーン・ムハンマド・シャーは父王の約束通りヒンドゥー教からイスラーム教に改宗した。ジャラールッディーン・ムハンマド・シャーの名はその際に改名したものである。
ムハンマド・シャーは改宗後、熱烈なイスラーム教徒となり、それを証明するため「アラーのカリフ」自称した。ムハンマド・シャーはその公平さで知られ、軍司令官や裁判長にヒンドゥーを割り当てるなど、ムスリムとヒンドゥー教徒を差別なく平等に扱った。
また、彼の代にベンガル王国の領土は広まり、父王と同様にジャウンプルと争い、チッタゴンやファリードプルなどを得て、南ビハールまで版図とした。彼は明に使者を送り朝貢し、マムルーク朝と使節を交換するなど、国際的にも広い視野を持っていたことで知られる。
1433年、ムハンマド・シャーの死後、その後を継いだ息子シャムスッディーン・アフマド・シャーは正義感の強さと慈悲の深さで知られたが、1436年に家臣の一人によって暗殺された。
こうして、ラージャ・ガネーシャ朝は3代21年という短期間で滅んでしまった。

### 後期イリヤース・シャーヒー朝
1436年、ラージャ・ガネーシャ朝が滅亡したのち、ベンガル王国は混乱したが、翌1437年にナーシルッディーン・マフムード・シャーがイリヤース・シャーヒー朝を再興した（後期イリヤース・シャーヒー朝）。
しかし、1434年にオリッサでは東ガンガ朝に代わり新たにガジャパティ朝が成立し、それがベンガル王国の脅威となった。ベンガルはガジャパティ朝にオリッサに有する領土、西ベンガルの大部分を奪われ、ガンジス川流域にまでに侵入された。また、ビルマのアラカン王国もチッタゴン方面に進出し、1459年にはチッタゴン港も占領された。
その息子ルクヌッディーン・バールバク・シャーの治世も同様に、ガジャパティ朝が南ベンガルに侵入し、その対応に追われた。だが、内政面では、ルクヌッディーン・バルバク・シャーは宗教的には宥和政策をとり、文芸活動を支援し、その業績をたたえた碑文がベンガル各地で見られる。
しかし、1481年にその死後に継いだ王シャムスッディーン・ユーフス・シャー、シカンダル・シャー2世は相次いで早世し、1487年に最後の王ジャラールッディーン・ファテー・シャーはアビシニア（エチオピア）人奴隷出身の家臣によって殺された。

### フサイン・シャーヒー朝
1493年、アビシニア人奴隷の王朝（シャーフザーダ朝）は王位をめぐる争いにより滅亡し、同年その宰相アラー・ウッディーン・フサイン・シャーが貴族に選出されて新たな王となり、フサイン・シャーヒー朝を創始した。フサイン・シャー自身はベンガルのムルシダーバード出身だったが、その親はトルキスタンを経由してベンガルに来たメッカ出身のアラブ人だった。
1479年、隣国のジャウンプル・スルターン朝がデリー・スルターン朝のローディー朝に滅ぼされたのち、ベンガル王国にもその侵略が及ぶと彼は数次にわたって戦い、1495年にローディー朝と領土の現状維持の協定を結んだ。また、フサイン・シャーはオリッサのガジャパティ朝とも領土を争い、その治世を通して戦い続けた。
フサイン・シャーは内政面では成功をおさめ、政治を長年支配してきたアビシニア人を排斥し、ヒンドゥー教徒とムスリムを平等に扱い、ヒンドゥー教徒も政府の重役に任じた。また、その治世は文化が栄え、ベンガル語やベンガル文字が広く使われ、多くの詩人や学者が輩出された。そのため、彼の治世は中世ベンガルの黄金期と評されている。
1519年にフサイン・シャーの死後、新たな王となったナーシルッディーン・ヌスラト・シャーは近隣諸国への失敗はしたものの、公共事業を進め、モスクや聖廟を建設し、交易で国家は繁栄した。
しかし、1526年にローディー朝がムガル帝国との戦いで滅亡すると、ヌスラト・シャーはイブラーヒーム・ローディーの王弟マフムード・ローディーを支援した。その後、1529年5月6日にムガル帝国の軍とガーガラ川で戦い大敗した（ガーガラ川の戦い）。
1532年、ヌスラト・シャーは暗殺され、あとを継いだその息子アラー・ウッディーン・フィールーズ・シャー2世も同年に死亡し、その叔父ギヤースッディーン・ムハンマド・シャーが王となった。
しかし、ベンガル・スルターン朝はムガル帝国とアフガン系スール族の族長シェール・ハーンとの争いに挟まれ、1538年にムハンマド・シャーはそうした混乱の中で死亡し、フサイン・シャーヒー朝は滅亡した。

### ベンガル・スルターン朝の滅亡
1532年以降、ベンガル王国の領土は徐々にシェール・ハーンの勢力が進出し、1538年のムハンマド・シャーの死をもって完全に王国はその支配下。
1539年、シェール・ハーンはシェール・シャーとして即位し、スール朝を創始したが、1545年に事故死した。その後、1554年その息子イスラーム・シャーが死亡すると、3人の王ムハンマド・アーディル・シャー、イブラーヒーム・シャー、シカンダル・シャーが争い内紛に陥り、1555年にスール朝はムガル帝国に滅ぼされた。
1554年にイスラーム・シャーの死後、スール朝の王族の一人シャムスッディーン・ムハンマド・シャーはスール朝から独立してムハンマド・シャーヒー朝を創始したが、1555年のスール朝の滅亡後、スール朝の3人の王をはじめとするスール朝の一族はベンガルの地をめぐり争った。
また、1564年にムハンマド・シャーヒー朝の最後の王が家臣スライマーン・ハーン・カララーニーに殺され、同じアフガン系のカララーニー朝が成立した。
こうした混乱により、1576年7月にベンガル・スルターン朝はダーウード・ハーン・カララーニーの治世、ムガル帝国のアクバルに滅ぼされた。

## 建築

ベンガル・スルターン朝期の建築
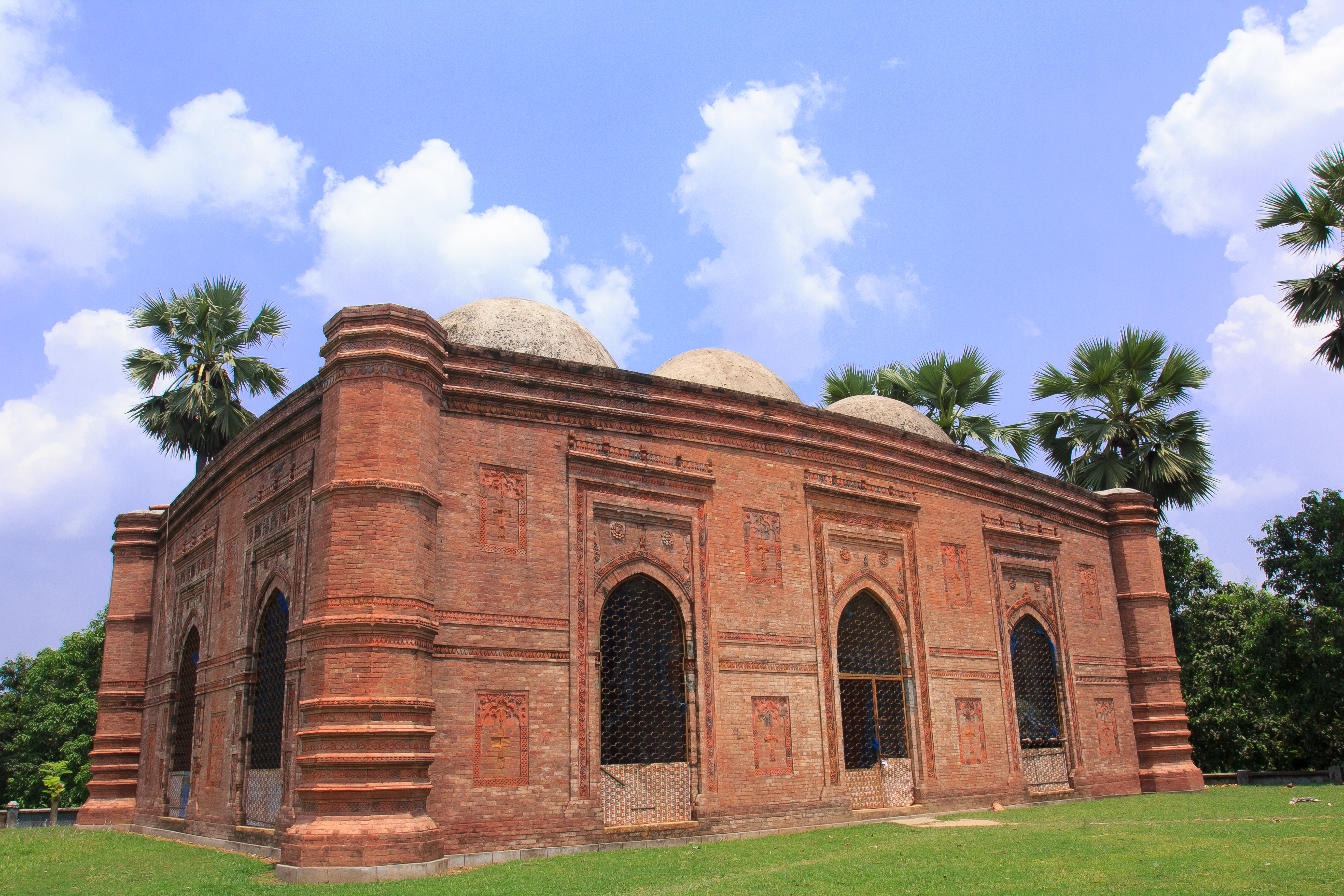
Dhani Chowk Mosque
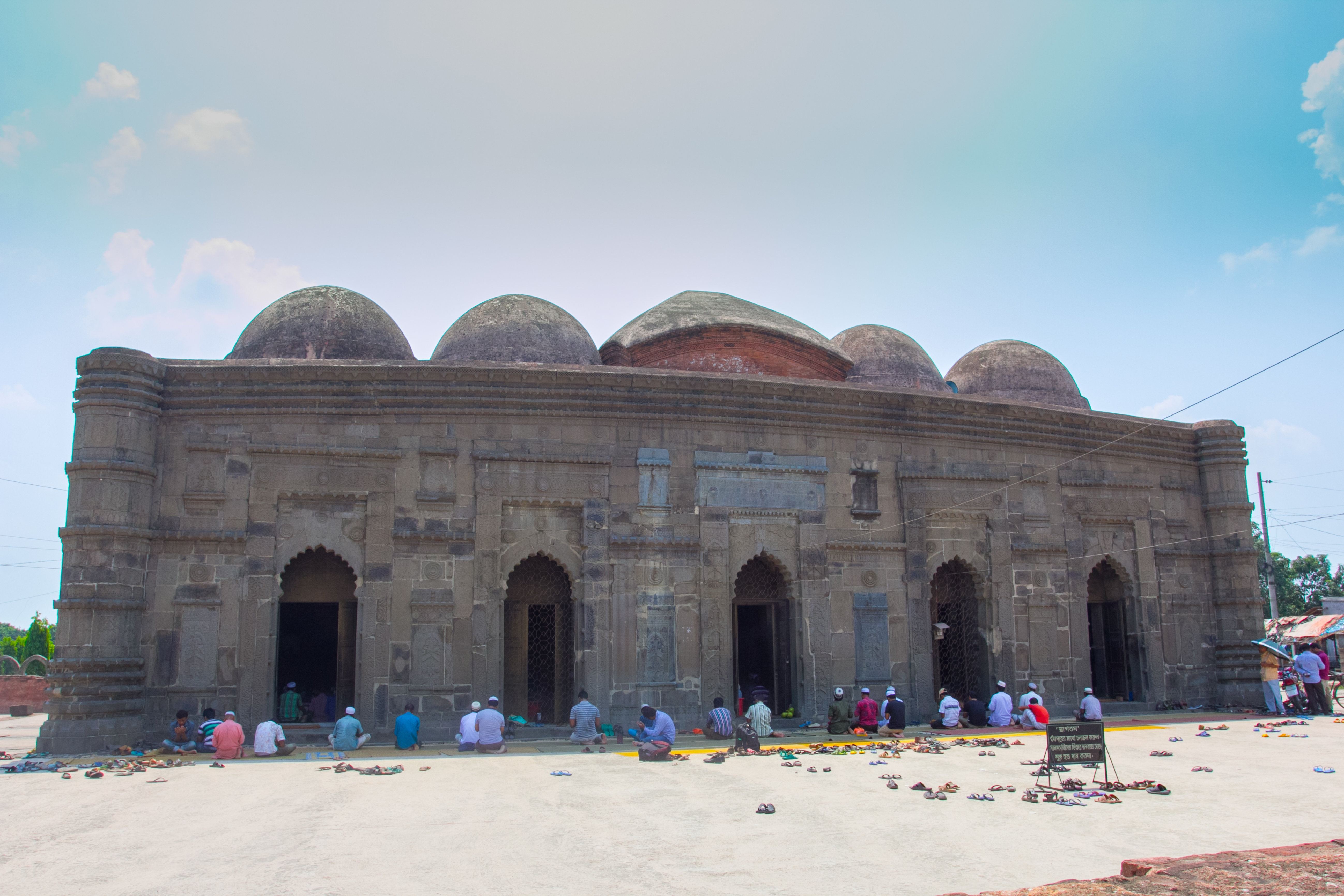
Sona Mosque
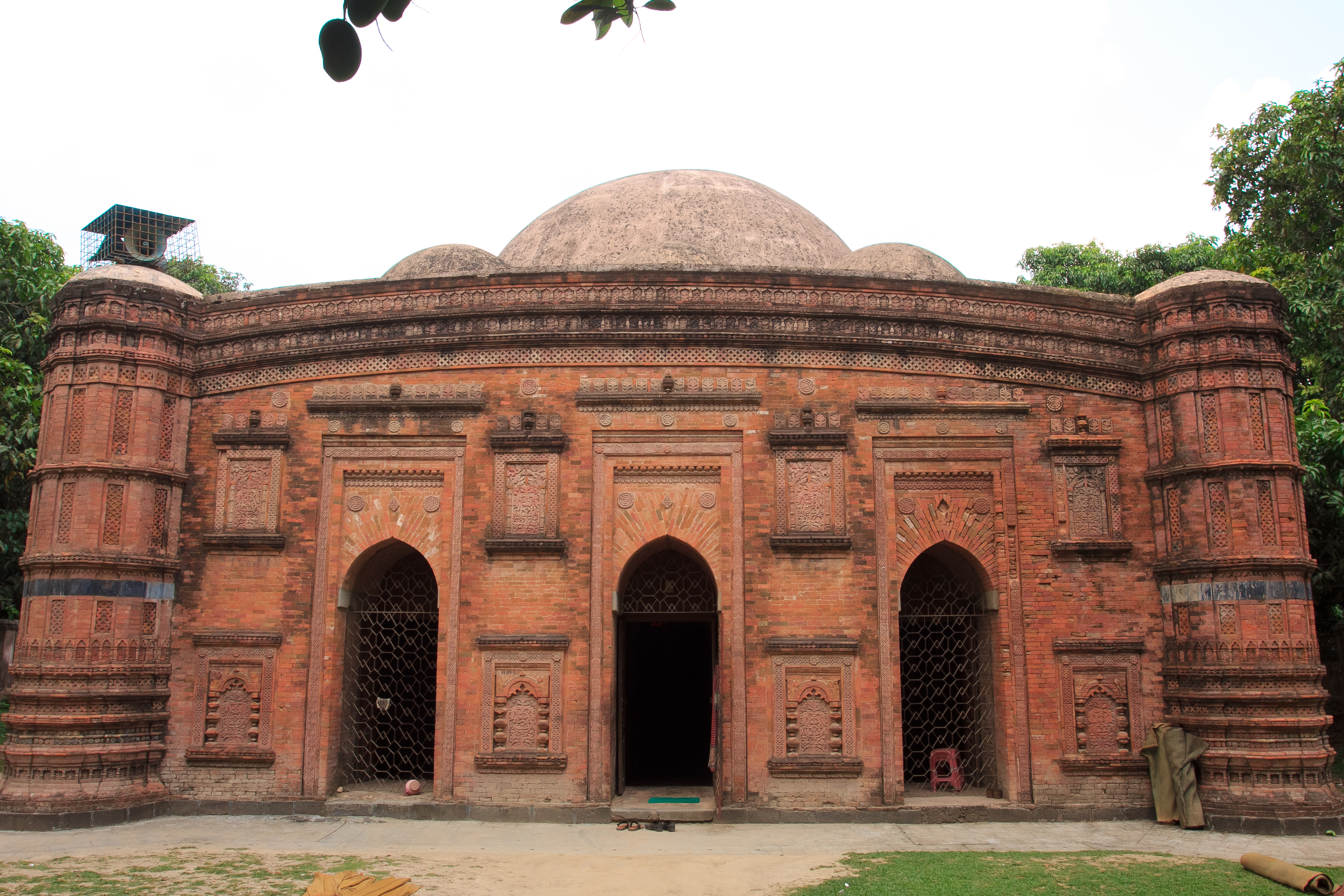
Khania Dighi Mosque
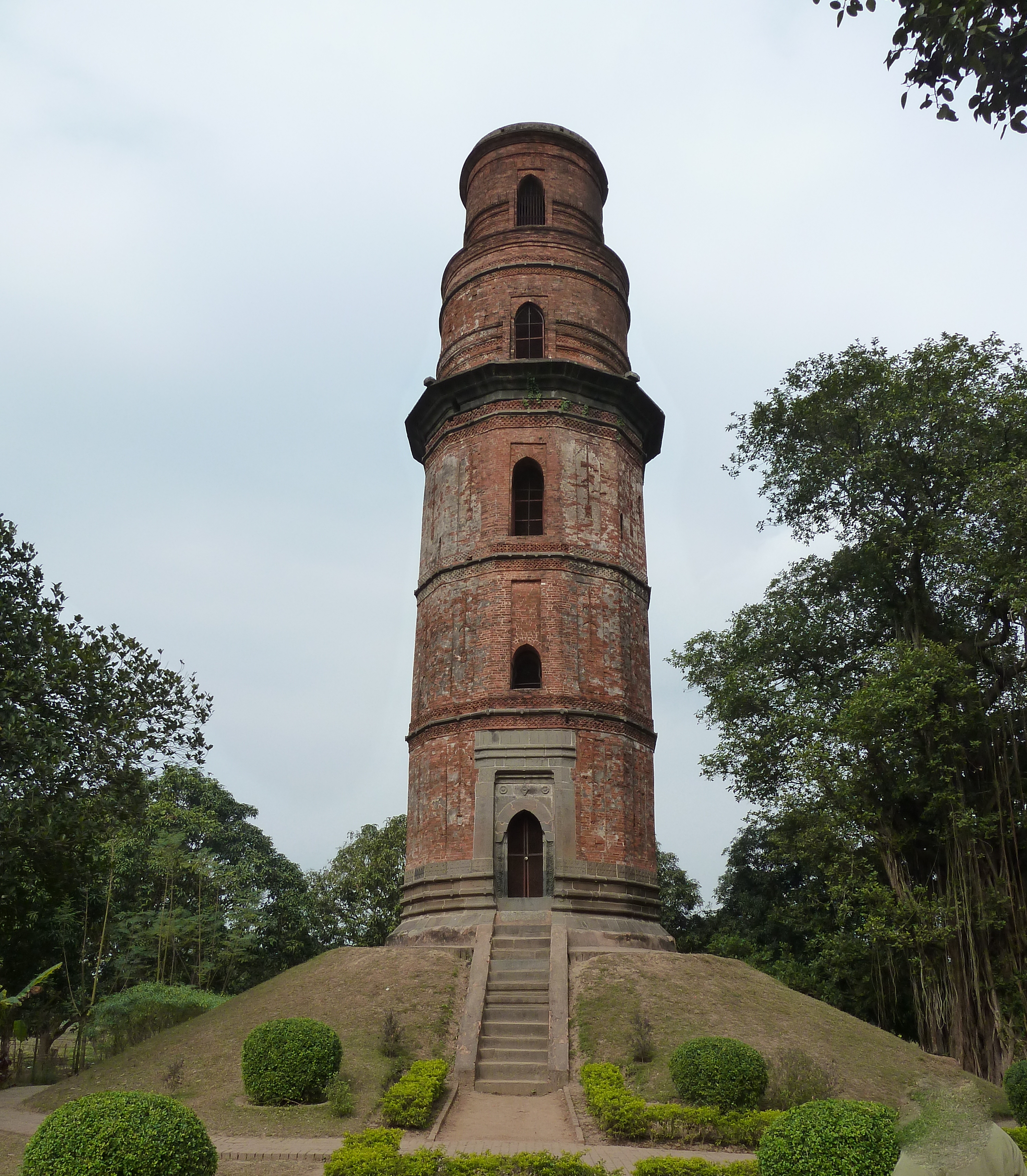
Firoz Minar
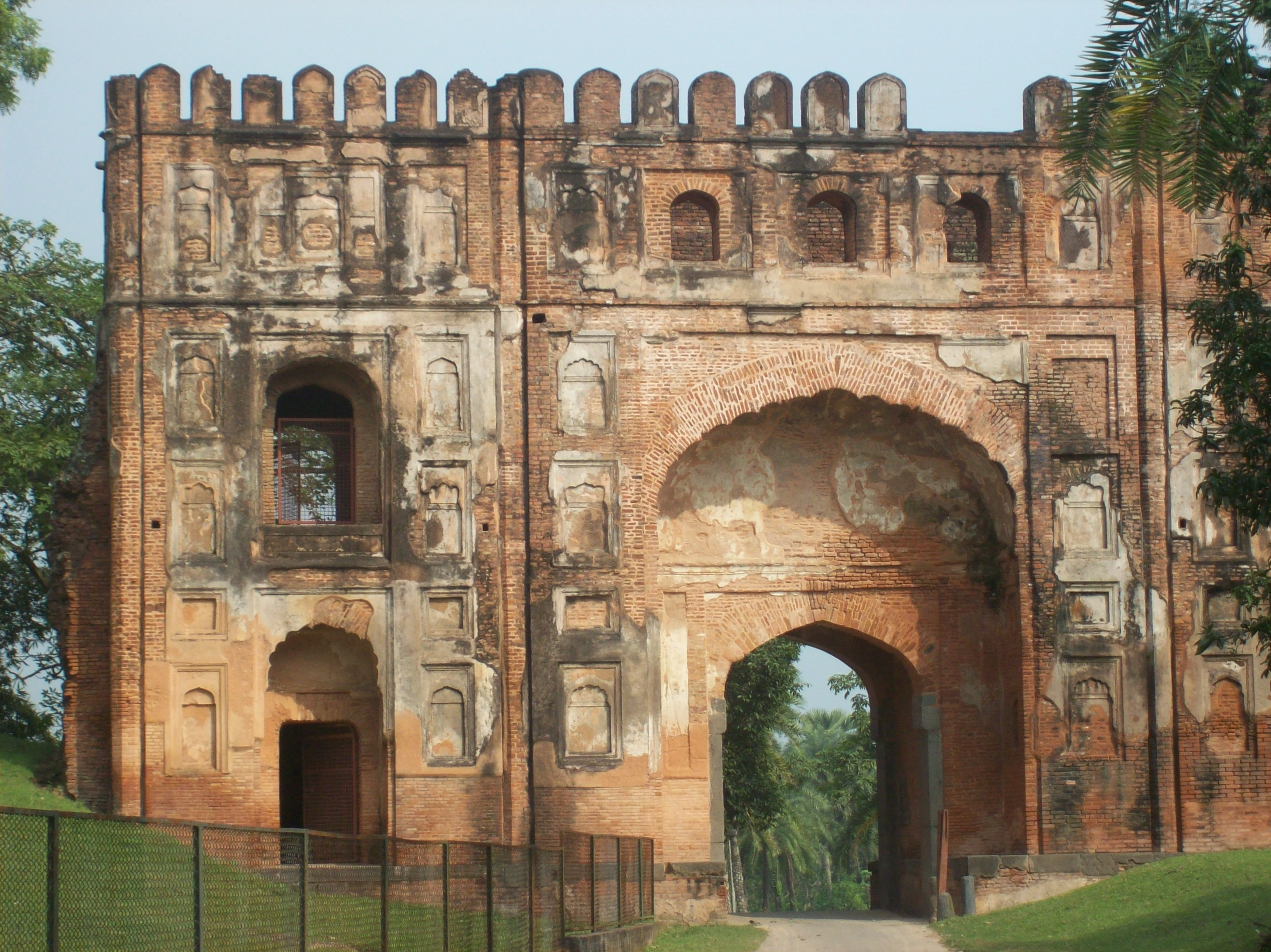
Gate of Lakhnauti
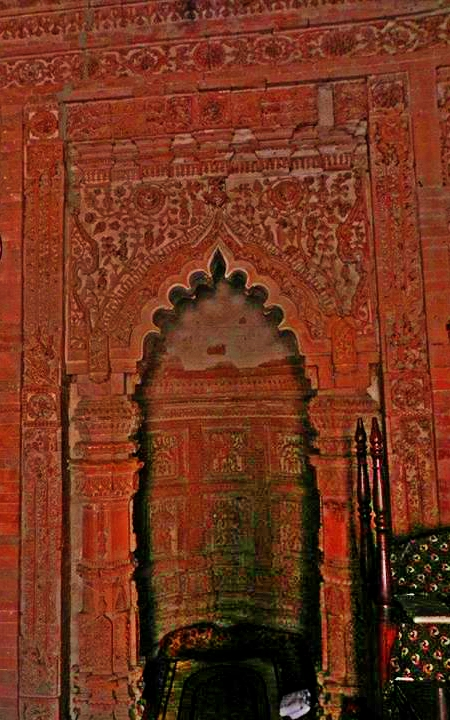
Mihrab of Bagha Mosque
Pathrail Mosque